# Joaquín Marín
Joaquín José Marín Ruiz (ur. 24 września 1989 w Fernán-Núñez) – hiszpański piłkarz występujący na pozycji pomocnika w Olympiakos.